# Episodi di Wolf Pack
La prima stagione della serie televisiva Wolf Pack, composta da 8 episodi, è stata trasmessa negli Stati Uniti d'America dalla piattaforma streaming Paramount+ dal 26 gennaio 2023.
In Italia la serie è stata distribuita da Paramount+ dal 23 febbraio 2023 in lingua originale sottotitolata in italiano e dall'11 giugno 2023 sarà disponibile doppiata.
| nº. | Titolo originale        | Titolo italiano              | Prima TV originale | Prima TV Italia |
| --- | ----------------------- | ---------------------------- | ------------------ | --------------- |
| 1   | From a Spark to a Flame | Da una scintilla alla fiamma | 26 gennaio 2023    | 11 giugno 2023  |
| 2   | Two Bitten, Two Born    | Due morsi, due nuovi lupi    | 2 febbraio 2023    | 11 giugno 2023  |
| 3   | Origin Point            | Punto di origine             | 9 febbraio 2023    | 11 giugno 2023  |
| 4   | Fear and Pain           | Paura e dolore               | 16 febbraio 2023   | 11 giugno 2023  |
| 5   | Incendiary              | L'innesco                    | 23 febbraio 2023   | 11 giugno 2023  |
| 6   | After Party             | La festa è finita'           | 2 marzo 2023       | 11 giugno 2023  |
| 7   | Lion's Breath           | Il respiro del leone         | 9 marzo 2023       | 11 giugno 2023  |
| 8   | Trophic Cascade         | Cascata trofica              | 16 marzo 2023      | 11 giugno 2023  |